# Duroia prancei
Duroia prancei é um gênero de plantas com flores, que foi descrito pela primeira vez por Julian Alfred Steyermark. Duroia prancei pertence ao gênero Duroia e à família Rubiaceae. É encontrada no Brasil.